# Parlamentswahl in Norwegen 1882
Die 25. Parlamentswahl in Norwegen fand 1882 statt. Zum letzten Mal stellten sich ausschließlich Unabhängige zur Wahl. Während der Legislaturperiode gründeten sich zwei Parteien denen sich alle Abgeordneten anschlossen.
- V: 83
- H: 31

## Resultate
| Partei* | Sitze |
| ------- | ----- |
| Venstre | 83    |
| Høyre   | 31    |
| Total   | 114   |

* Die Parteien gründeten sich erst 1884. Die Abgeordneten werden daher nachträglich jener Partei zugeordnet, der sie sich 1884 anschlossen.